# Теодор Бухгольц
Теодор Бухгольц (9 червня 1857, Влоцлавек, Варшавська губернія — 7 травня 1942, Ленінград) — російський художник, німецького походження.

## Біографія
Народився в родині власника Влоцлавської друкарні Теодора Густава Бухгольца і його дружини Елеонори Фотке.
Закінчив реальну гімназію в рідному місті. У 1878 році вступив до Вищого художнього училища (ВХУ) Санкт-Петербурзької Імператорської Академії мистецтв, навчався під керівництвом П. П. Чистякова і В. І. Якобі.
У 1884 році за малюнок і етюд був нагороджений двома великими срібними медалями, в 1885-му представив до Ради ІАМ програмну картину «Дедал і Ікар», за яку отримав малу золоту медаль і звання класного художника II ступеня.
Будучи учнем ВХУ, почав працювати як графік, співпрацював з журналами «Нива», «Північ 1888)», «Батьківщина». З 1891 року — член петербурзького Товариства російських художників-ілюстраторів.
З 1888 року брав участь у виставках Академії мистецтв, Товариство російських акварелістів, Санкт-Петербурзького товариства художників.
У 1893—1919 роках викладав в Художній школі Імператорського (з 1918 — Всеросійського) Товариства заохочення мистецтв.
Після 1917 року брав участь у розвитку агітаційно-масового мистецтва, оформляв революційні свята. У 1918 році до річниці Жовтневої революції розробив ескізи мальовничого оздоблення Петрограда — Великого проспекту на Василівському острові, тріумфальної арки в Гавані.
У 1919—1932 роках викладав в середніх навчальних закладах, будинках культури та клубах Ленінграда, професор.
Помер під час блокади Ленінграда, похований на Смоленському лютеранському кладовищі.
Був одружений із скульпторкою М. Л. Діллон (1858—1932).

## Творчість
Писав, головним чином, картини на історичні теми і жанрові полотна. Серед живописних творів художника — також портрети, картини на соціально-побутові теми, пейзажі («Великий канал. Венеція» (1898), Ростовський обласний музей образотворчих мистецтв; «І. Ю. Рєпін серед друзів», акварель (1900), «Вілла Сальво. Лугано» (1913, обидві в Державному Російському музеї); «Безробіття» (1906, Національний художній музей Республіки Білорусь, Мінськ.
В кінці XIX століття в його творчості став переважати стиль сецесії. Після перевороту 1917 року — автор картин на теми соціального будівництва.

## Галерея
|  |  |  |  |